# Schlacht um Tarakan
1. Borneo – Tarakan – Celebes – Balikpapan (See) – Balikpapan (Land) – West-Borneo – Samarinda (Ost-Borneo) – Banjarmasin (Süd-Borneo) – Ambon – Straße von Makassar – Sumatra – Palembang – Badung – Timor – Bali – Riau-Inseln – 1. Javasee – Sundastraße – Java – 2. Javasee – Niederländisch-Neuguinea – Kleine Sundainseln – Molukken – 2. Borneo
1941

Thailand – Malaiische Halbinsel – Pearl Harbor – Hongkong – Philippinen – Guam – Wake – Force Z – Borneo
1942

Burma – Rabaul – Singapur – Sumatra – Timor – Australien – Java – Salamaua–Lae – Bougainville/Buka – Shortland-Inseln – Indischer Ozean – Port Moresby – Tulagi – Korallenmeer – Midway – Nordamerika – Buna-Gona – Kokoda-Track – Nauru/Ocean Island
Die Schlacht um Tarakan zwischen japanischen und niederländischen Einheiten fand im Zweiten Weltkrieg während des Pazifikkriegs am 11. und 12. Januar 1942 statt.

## Vorgeschichte
In Südostasien wurde zu dieser Zeit in Miri auf Britisch-Borneo, Tarakan und Balikpapan (Sanga-Sanga Ölfelder) auf Niederländisch-Borneo, Nord- und Süd-Sumatra und Ost-Java Erdöl gefördert. Die größten Ölfelder waren die von Palembang in Süd-Sumatra und die näher liegenden Orte die Ölfelder von Miri und Tarakan.
Die sumpfige Insel Tarakan liegt an der Ostküste von Borneo, nahe der Stadt Tanjungelor. Die Insel war wichtig, seit die Niederländer dort Erdöl entdeckt hatten und die Insel mit Ölfeldpumpen und Bohrtürmen übersät war. Das in Tarakan gewonnene Erdöl ist von besonders guter Qualität und wurde von der japanischen Marine sehr geschätzt.
Auch ein kleiner Flughafen befindet sich auf der Insel; heute Juwata International Airport. Daher sollte Tarakan im Januar 1942 von den Japanern eingenommen werden. Die Insel gehörte zum niederländischen Einflussbereich in der Region Niederländisch-Indien, so dass eine ganze niederländische Garnison auf ihr stationiert war.

## Japanische Planung
Die am 16. November 1941 ausgearbeiteten Pläne und im Folgenden von der Niederländisch-Ostindien-Einheit und den Kommandeuren der Marine unterzeichnet wurden, spezifizierten, dass die Landung auf der Insel Tarakan an der stark befestigten Front an beiden Ufern des Flusses Karungan erfolgen würde.
Stabsoffizier Yano Tsuneo von der Sakaguchi-Abteilung hatte damals darauf bestanden, dass er die Operation ungeachtet des ursprünglichen Plans in modifizierter Weise durchführen wollte. Als es keine Einwände dagegen gab, begann er, sobald die Abteilung in Palau eingetroffen war, mit dem Training für die Durchquerung des Dschungels.
Der Stabschef der 16. Armee Okazaki Seizaburō hatte unterdessen Kenntnis über einem gewissen Katsuyama erhalten, der nach mehr als zwanzig Jahren Geschäftstätigkeit in Tarakan nach Japan zurückgekehrt war. Als er von ihm hörte, dass eine Straße von Tarakan City zur Ostküste durch den Dschungel führt, die auch niederländische Truppen bei Manövern benutzen, hatte er Katsuyama Ende November sofort aus der Heimat als Orientierungshilfe zur Sakaguchi-Abteilung in Palau geschickt. So wurde die Absicht des Abteilungskommandeurs, an der Ostküste der Insel zu landen, fester und entschlossener denn je.

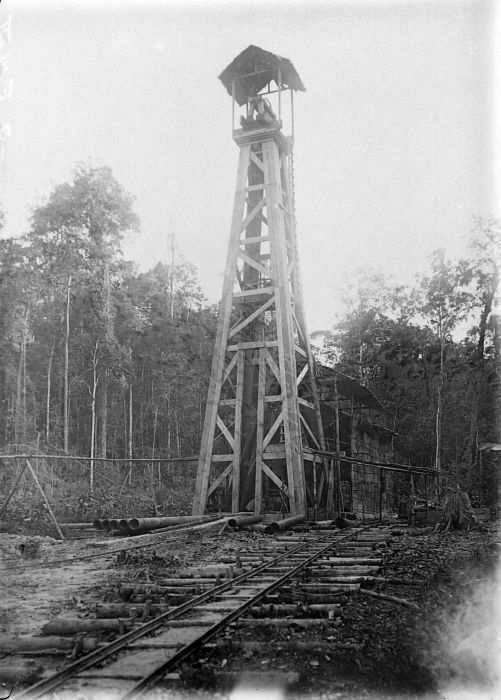
Bohrturm der Bataafse Petroleum Maatschappij (B.P.M.) auf Tarakan

Abteilungskommandant Generalleutnant Sakaguchi Shizuo traf eine vorläufige Vereinbarung mit dem Kommandanten des 4. Zerstörergeschwaders, Nishimura Shōji. Am folgenden Tag, dem 5, Januar 1942 schlossen sie offiziell eine Vereinbarung zwischen der 1. Begleiteinheit der Marine und der Sakaguchi-Abteilung, die unter anderem folgendes beinhaltete:
- Landepunkte: Die Hauptstreitmacht der Sakaguchi-Abteilung soll an der Ostküste von Tarakan landen, ein Element der Abteilung am südöstlichen Ende der Insel und die 2. Kure-Speziallandungseinheit ebenfalls an der Ostküste der Insel.
- Gebietseinnahmen: Teil der Ostküste, die Ölfelder und Lingkas, die Batterie bei Mengacu, das Flugfeld.
- Anfahrt und Landung: Der Transportkonvoi verlässt Daliao (etwa 15 Kilometer südwestlich von Davao) am 6. Januar um 11.00 Uhr, Anlegen am 9. Januar um 19:30 Uhr am Ankerplatz Nr. 1 und 0:00 am 10. Januar am Ankerplatz Nr. 2. Die erste Landung von Ankerplatz Nr. 1 muss am 9. Januar um 21:30 Uhr und die zweite Landung von Ankerplatz Nr. 2 um 2:00 Uhr am 10. Januar gestartet werden.
- Verteilung der Schiffe: Rechter Flügel: die Tsuruga-Maru, die Liverpool-Maru, die Nisshō-Maru, die Hankow-Maru, die Ehime-Maru, die Kunikawa-Maru (mit der 2. Kure-Speziallandungseinheit an Bord) und die Kano-Maru. Linker Flügel: die Havana-Maru, die Teiryū-Maru, die Kuretake-Maru, die Nichiai-Maru, die Kagu-Maru, die Kunitsu-Maru und die Rakutō-Maru. Für die Eskorte eingesetzte Kräfte: der Kreuzer Naka, zehn Zerstörer, drei U-Boot-Jäger und drei Patrouillenboote unter dem Kommando des 4. Zerstörergeschwader-Kommandanten Konteradmiral Nishimura Shōji.[1]

| Kräfte                                                | Landungsküste                        | Aufgabe                           |
| ----------------------------------------------------- | ------------------------------------ | --------------------------------- |
| Haupteinheit der Sakaguchi-Abteilung (1,5 Bataillone) | Zentraler Teil, Ostküste von Tarakan | Einnahme der Ölfelder und Lingkas |
| Einheit der Sakaguchi-Abteilung (1 Bataillon)         | Südöstliches Ende von Tarakan        | Einnahme der Mengacu-Batterie     |
| 2. Kure-Speziallandungseinheit (1 Bataillon)          | Zentraler Teil, Ostküste von Tarakan | Einnahme des Flugfeldes           |

- Landeaktionen und Ausschiffungsoperationen

1. Es ist grundsätzlich beabsichtigt, Überraschungslandungen durchzuführen.
2. Geschützfeuer von Marineschiffen zur Deckung der Landungen ist auf Verlangen des Abteilungskommandanten Sakaguchi bereitzustellen.
3. Transportschiffe müssen auf Anforderung nacheinander den Ankerplatz zum Ankerplatz Lingkas wechseln. Zu diesem Zeitpunkt müssen sie je nach den Umständen von Marineschiffen auf der Wasserstraße geführt werden.
4. Am Ankerplatz Lingkas sind die Vorbereitungen für die nachfolgenden Einsätze zu treffen.[3]

## Invasion

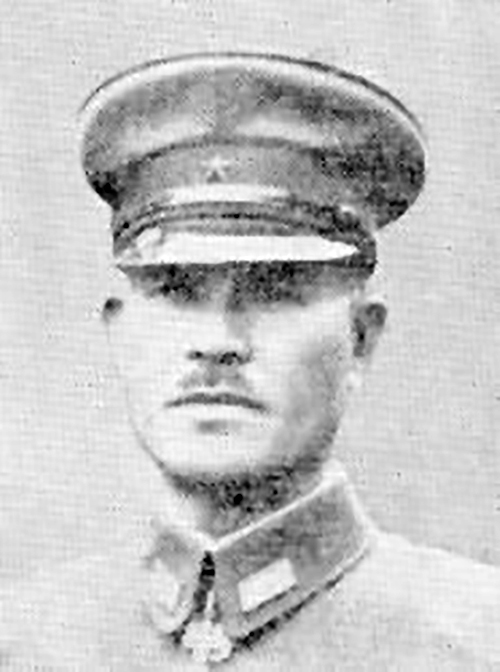
Generalleutnant Sakaguchi Shizuo

Der Auftakt zur Invasion war ein erster japanischer Luftangriff von vier Flugbooten am 25. Dezember 1941. Ein zweiter Luftangriff am 28. Dezember führte zu einem Luftkampf zwischen fünf niederländischen Brewster F2A Buffalo und acht japanischen Mitsubishi A6M Zero, die den kleinen Flughafen unter Feuer genommen hatten. Zwei oder drei Buffalos und zwei Zero-Jäger wurden abgeschossen. Ein Niederländer starb, der andere wurde vermisst. Die Japaner hatten auf dem Flughafen eine am Boden stehende Maschine zerstört, aber sonst kaum Schäden verursacht.
Am 6. Januar 1942 wurde eine eintägige Verschiebung angekündigt. Daher liefen die Einheiten der japanischen Zentralgruppe unter Vizeadmiral Hirose Sueto erst am 7. und 8. Januar von Davao City und Jolo in Richtung Süden nach Borneo aus. Um 8 Uhr verließ zunächst eine Vorauseinheit, bestehend aus sieben Zerstörern, die Malalag-Bucht und anschließend der Transportkonvoi bestehend aus insgesamt sechzehn Schiffen; neun Schiffen der Sakaguchi-Abteilung, zwei Schiffen der 2. Kure-Speziallandungseinheit, drei Schiffen der Bau- und Verteidigungstrupps und zwei Schiffen der 11. Luftflotte. Zu ihnen gehörten der Leichte Kreuzer Naka, Minenleger, drei U-Boot-Jäger, vier schnelle Landungsboote, ein umgebautes Hilfskanonenboot und andere Kriegsschiffe. Zur Sicherung stand die 4. Zerstörerflottille unter Konteradmiral Nishimura Shōji und die 2. und 9. Zerstörerdivision bereit. Zwei Wasserflugzeugträger und 23 Kampfflugzeuge vom Stützpunkt auf Jolo sorgten für die Luftunterstützung.
Als eine niederländische Dornier Do 24 am 10. Januar 1942 die anlaufende japanische Invasionsflotte meldete, ordnete der Inselkommandant Lieutenant Colonel Simon de Waal die sofortige Zerstörung der Ölfelder an.
Gegen 17:50 Uhr griffen drei alliierte Bomber und zwei Jagdflugzeuge den Konvoi an. Auch um 18:18 Uhr kam es erneut zu einer Attacke von drei Bombern. Die Angriffe hinterließen keinerlei Schäden und um 19 Uhr erreichten die Japaner den Ankerplatz Nr. 1, rund 28 Kilometer vor der Küste. Etwa zwei Stunden später sahen die Japaner die ersten Anzeichen brennender Ölfelder auf der Insel.
Als erstes verließ um 21:30 Uhr die erste Landeeinheit des rechten Flügels der Sakaguchi-Abteilung, gefolgt von Truppen der 2. Kure-Speziallandungseinheit um 22 Uhr in ihren Landungsbooten den Ankerplatz Nr. 1. Der Konvoi des linken Flügels verließ am 11. Januar um 0:30 Uhr den Ankerplatz Nr. 1 und erreichte Ankerplatz Nr. 2 gegen 1:10 Uhr. Um 2:20 Uhr beendeten die Soldaten den Wechsel auf das Landungsfahrzeug und legten ab.
Am 11. Januar landeten etwa 1.400 japanische Soldaten unter Generalmajor Sakaguchi Shizuo an der Ostküste von Tarakan, da dort die Konzentration der niederländischen Soldaten deutlich geringer war. Die Westküste war für eine Landungsaktion wesentlich besser geeignet, so dass die Niederländer sehr überrascht waren, als die Japaner von Osten kamen. Zu den Landungseinheiten zählten unter anderem 800 Infanteristen, 400 Artilleristen und 70 Pioniere, die mit drei 120-mm-Geschützen und zwölf Feldgeschützen als Kernstück sowie mit zahlreichen Maschinengewehren gut ausgestattet waren.
Ein Maschinengewehrnest an der Mündung des Flusses Amal konnte schnell ausgeschaltet werden, wobei einige indonesische Soldaten in japanische Gefangenschaft kamen. Am Flugfeld und bei den Ölfeldern beschossen niederländische Einheiten die heranrückenden Japaner, deren Vormarsch daraufhin ins Stocken geriet. Eine starke niederländische Artilleriestellung blockierte ebenfalls die Japaner in ihrem Vordringen, woraufhin Sakaguchi beschloss, einen Kampffliegerangriff anzufordern. Dieser sollte am Morgen des 12. Januar durchgeführt werden. Doch dazu kam es nicht mehr. Bei Tagesanbruch um 8:20 Uhr überbrachte ein Bote mit weißer Flagge die Kapitulationserklärung an die Japaner.
Am Mittag des 12. Januar befand sich Tarakan in japanischer Hand. Mehr als die Hälfte der niederländischen Garnison war dem Angriff zum Opfer gefallen.
An diesem Tag kam es noch einmal zu einem Zwischenfall. Um 11 Uhr erging der Befehl, das Meer vor Tarakan nach Minen zu durchsuchen. Vier Minensucher machten sich umgehend auf den Weg und näherten sich um 12 Uhr dem Mengacu-Kanal, als sie plötzlich von der Batterie bei Karoengan unter Beschuss gerieten. Die niederländische Besatzung der Batterie wusste noch nichts von der Kapitulation. Bis 12:15 Uhr waren die ersten beiden Minensucher und auch ein großes motorisiertes Landungsboot der japanischen Armee versenkt. Um 12:52 Uhr befahl der Kommandant der 4. Zerstörerstaffel den verbleibenden beiden Minensuchern, den Beschuss der Batterie einzustellen und zurückzulaufen. Die Batterie konnte erst am folgenden Tag um 17:10 Uhr von Land her eingenommen werden. Die Japaner exekutierten in der Folge 84 Soldaten, die der Batterie angehörten.
Tags zuvor entdeckte der Zerstörer Yamakaze den niederländischen Minenleger Prins van Oranje, der nachts nördlich der Insel fliehen wollte, und versenkte zusammen mit dem Patrouillenboot Nr. 38 das Schiff.
Der einzige Verlust, den die Sakaguchi-Abteilung erlitten hatte, waren sieben Männer, die im Kampf getötet wurden. Im Gegensatz dazu erlitt die Marine schwerere Verluste; 156 Männer wurden getötet, als die zwei Minensuchboote versenkt wurden und weiter 15 Männer wurden getötet und 27 verletzt, als sie am 13. Januar auf dem Flugplatz von alliierten Flugzeugen bombardiert wurden.
Schon am nächsten Tag erklärten die Japaner die Insel für gesichert. Am 14. Januar bestiegen die Japaner wieder ihre Schiffe und liefen in Richtung Balikpapan aus.

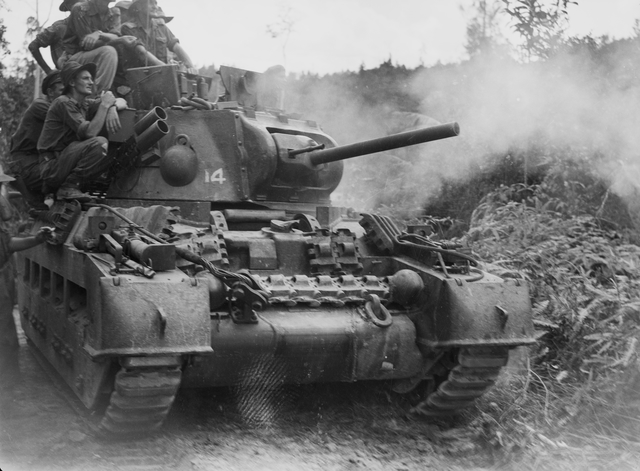
Rückeroberung von Tarakan: ein australischer Matilda-II-Panzer beschießt am 20. Mai 1945 japanische Stellungen

Erst am 1. Mai 1945 konnte die Insel von der australischen 26. Brigade im Rahmen der Operation Oboe befreit werden. Von den 2.200 Japanern, die zu dieser Zeit noch auf Tarakan stationiert waren, fanden rund 1.500 den Tod. Die Australier verloren 240 Männer.